# Ибн Зухр
Ибн Зухр (араб. ابن زهر‎; полностью Абу Марван Абд аль-Малик ибн Абу аль-Ала Зухр, латинизированное Авензоар или Абумерон, в старых русских источниках также Ибн Зогар; по разным данным, род. 1072, 1073, 1090, 1091 или 1094 — ум. 1162, Севилья) — средневековый арабский мыслитель и величайший врач западного Халифата.

## Биография
Ибн Зухр родился в Севилье во второй половине XI века (ок. 1070-х — 1090-х годов). Он был представителем известной династии Бану Зухр (араб. بنو زهر‎), члены которой были учёными, мудрецами, начальниками и визирями. Его предки прибыли из Аравии и поселились в Хативе (Шатиба) на востоке Испании в начале X века.
Отец Ибн Зухра — Абу аль-Ала был врачом при дворе эмира Севильи аль-Мутамида, затем стал визирем Альморавида Юсуфа ибн Ташфина. Он написал несколько книг по медицине: «Китаб аль-хавасс» («Книга свойств»), «Китаб аль-адвия аль-муфрада» («Книга о простых лекарствах») и др.
До того, как обратиться к медицине, Ибн Зухр занимался изучением исламского богословия. Обучением медицине занимался его отец. Некоторое время жил в Магрибе (Северная Африка), затем в 1113 году вернулся в Севилью на службу к халифам. Благодаря своей репутации он стал визирем халифа Абд аль-Мумина, первого правителя из династии Альмохадов..
Ибн Зухр умер в Севилье в 1162 году от опухоли, за развитием которой он наблюдал и пытался вылечить собственными силами.

## Научная деятельность
Как человек, интенсивно занимавшийся практической деятельностью, Ибн Зухр отрицательно относился к медицинским спекуляциям. По этой причине он выступил против учения персидского врача Ибн Сины (Авиценна). Ибн Зухр был противником применения астрологии и мистицизма, которые оказывали влияние на медицину и фармацию на протяжении веков.
Считается, что Ибн Зухр первым стал проверять хирургические процедуры на животных прежде, чем применить их для лечения людей. Также он стал первым врачом, который всесторонне описал паразитов и болезни, которые они вызывают.
В своих трудах Ибн Зухр пишет о том, что от болезней можно излечиться не только благодаря врачебным практикам и применению лекарств, но и в результате соблюдения диеты и здорового образа жизни. Всего известно шесть сочинений Ибн Зухра, из которых сохранились три:
- «Книга о преобразовании душ и тел» (араб. كتاب الإقتصاد في إصلاح الأنفس والأجساد‎), законченная в 1121—1122 годах. Представляет собой краткое изложение терапевтики и гигиены для простых читателей[6].
- «Книга упрощения, относительно лечения и диеты» (араб. كتاب التيسير في المداواة والتدبير‎, часто просто «Тайсир») — наиболее значимый труд Ибн Зухра, описывающий многие конкретные болезни (перикардит, паралич гортани, воспаление среднего уха). Также в этом труде автор рекомендует трахеостомию при непроходимости верхних дыхательных путей[6].
- «Книга пищи» (араб. كتاب الأغذية‎), в которой обсуждаются различные виды еды и их применение согласно сезонам, простые лекарства и вопросы гигиены[6].

К трудам, которые не сохранились до наших дней, относятся трактат о косметике (Liber ornamenti или Liber de deccoratione у Вюстенфельда), трактат о проказе и трактат, написанный в память о сыне, который посвящён лечению болезней и применению слабительных средств.